# Гойя (судно)
«Гойя» (нем. Goya) — военное судно, построенное на верфи Akers Mekanika Verksted в Осло, Норвегия, спущено на воду 4 апреля 1940 года. Судно было конфисковано немцами после занятия Норвегии Германией. Сначала использовалось в качестве условной мишени для подготовки экипажей немецких подводных лодок. Позже судно участвовало в эвакуации морем от наступающей Красной Армии.
Судно «Гойя» успело совершить четыре похода, в которых было эвакуировано 19 785 человек. В ночь на 16 апреля 1945 года совершавшее пятый поход судно было торпедировано советской подводной лодкой Л-3, после чего затонуло в Балтийском море; погибло более 6900 человек.

## Пятый поход
4 апреля 1945 года судно «Гойя» стояло в Данцигской бухте, ожидая погрузки военных и беженцев. Бухта находилась под постоянным артобстрелом советской артиллерии, один из снарядов попал в «Гойю», легко ранив при этом капитана судна Плюнеке (нем. Plünnecke).
Кроме гражданских и раненных военнослужащих, на борту находились 200 солдат 25-го танкового полка вермахта.
В 19:00 16 апреля конвой, состоявший из трёх судов: «Гойи», парохода «Кроненфельс» (нем. Kronenfels, 1944 год постройки, 2834 брт.) и морского буксира «Эгир» (нем. Ägir), вышел из Данцигской бухты в сопровождении двух тральщиков М-256 и М-328 в город Свинемюнде.
В это время у выхода из Данцигской бухты в ожидании немецких судов находилась советская подводная лодка Л-3 под командованием Владимира Коновалова. Для атаки было выбрано самое крупное судно конвоя. Около 23:00 маршрут конвоя был изменён, конвой направился в город Копенгаген.
Чтобы догнать «Гойю», советской подлодке пришлось идти в надводном положении на дизелях (в подводном положении электродвигатели не могли развить требуемую скорость). Л-3 догнала «Гойю» и в 23:52 успешно торпедировала судно двумя торпедами. «Гойя» затонула спустя семь минут после торпедной атаки, при этом погибло от 6000 до 7000 человек, точное число находившихся на судне человек осталось неизвестным. Кораблям сопровождения удалось спасти 157 человек, в течение дня другими кораблями было обнаружено ещё 28 человек живыми.
Столь быстрое погружение корабля под воду объясняется тем, что судно «Гойя» не было пассажирским и не имело переборок между отсеками, как это было предписано для пассажирских кораблей.
8 июля 1945 года за образцовое выполнение боевых заданий командования, личное мужество и героизм, проявленные в боях с немецко-фашистскими захватчиками, гвардии капитану 3-го ранга Владимиру Коновалову присвоено звание Героя Советского Союза с вручением ордена Ленина и медали «Золотая Звезда».
Оригинальная рубка Л-3 с 45-мм орудием установлена в Москве на Поклонной горе в Музее военной техники.
Точное место кораблекрушения было установлено 26 августа 2002 года польскими водолазами.

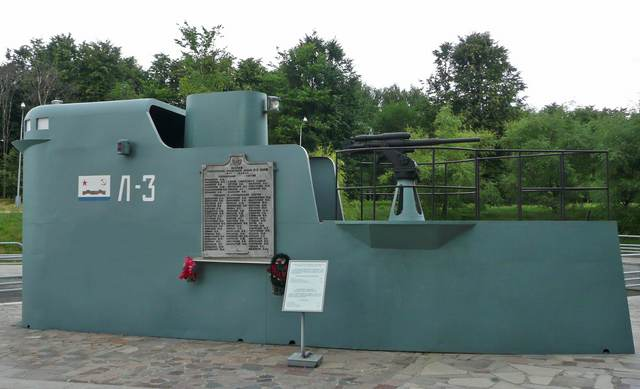
Рубка Л-3